# هورزلبرگ
هورزلبرگ (به آلمانی: Hörselberg) یک منطقهٔ مسکونی در آلمان است که در هورزلبرگ-هاینایش واقع شده‌است. هورزلبرگ ۳٬۲۷۰ نفر جمعیت دارد.